# 中国ソフトウェア産業協会
中国ソフトウェア産業協会 (中国語: 中国软件行业协会、英文名称：China Software Industry Association)は英文略称でCSIAとも呼ばれ、1984年に北京で設立され、中国のソフトウェア産業に従事する企業・機構が所属する団体である。各省のソフトウェア産業協会、その下の各市のソフトウェア産業協会からなる全国組織の頂点に立ち、ソフトウェア産業政策を全国に伝える役割、対外的に中国を代表する役割などを持つ。 